# Weißes Schnabelried
Das Weiße Schnabelried (Rhynchospora alba), auch Weiße Schnabelbinse genannt, ist eine Pflanzenart der Gattung Schnabelriede (Rhynchospora) innerhalb der Familie der Sauergrasgewächse (Cyperaceae). Es ist auf der Nordhalbkugel in Eurasien und Nordamerika weitverbreitet.

## Beschreibung

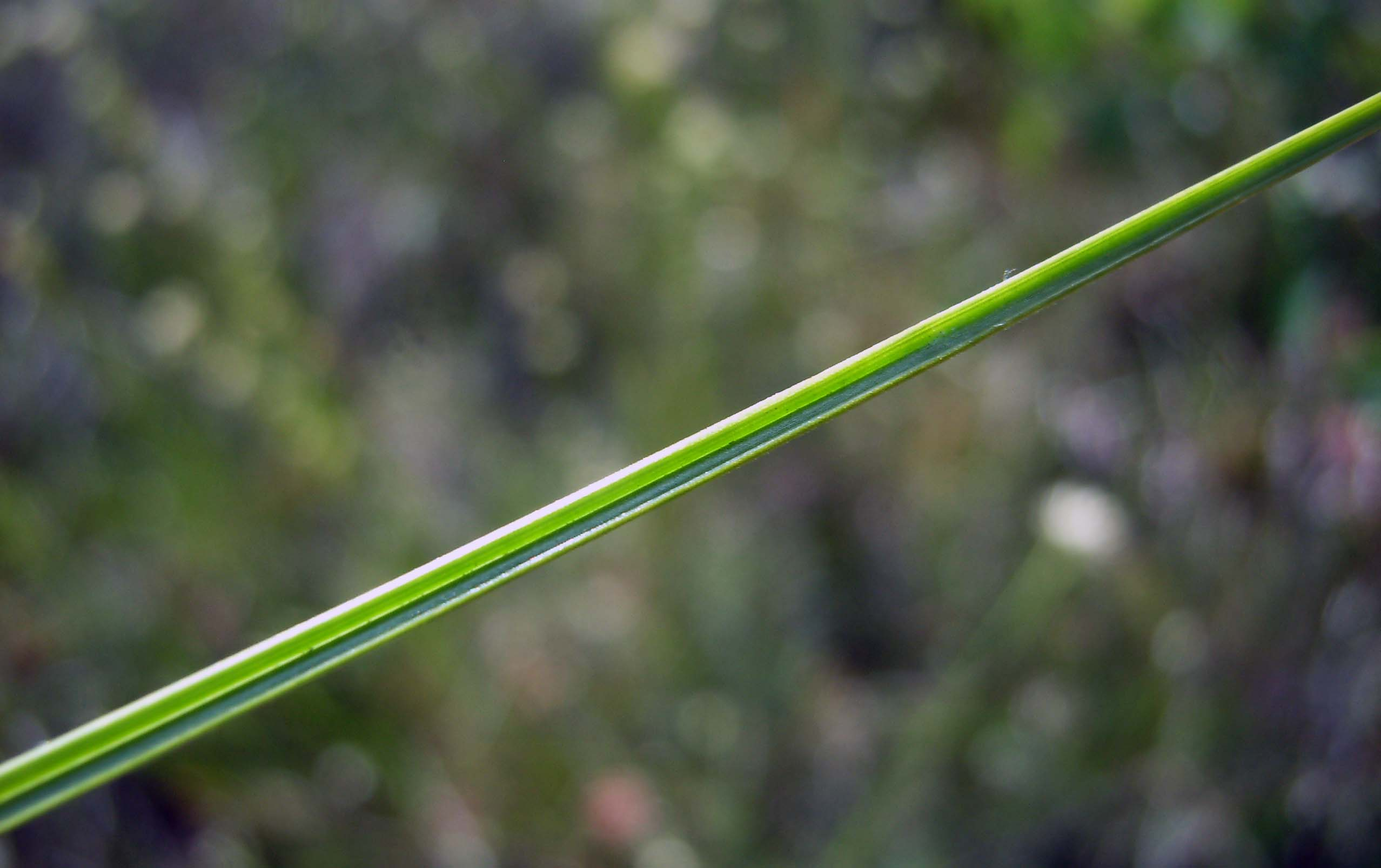
Rinnige Blattspreite

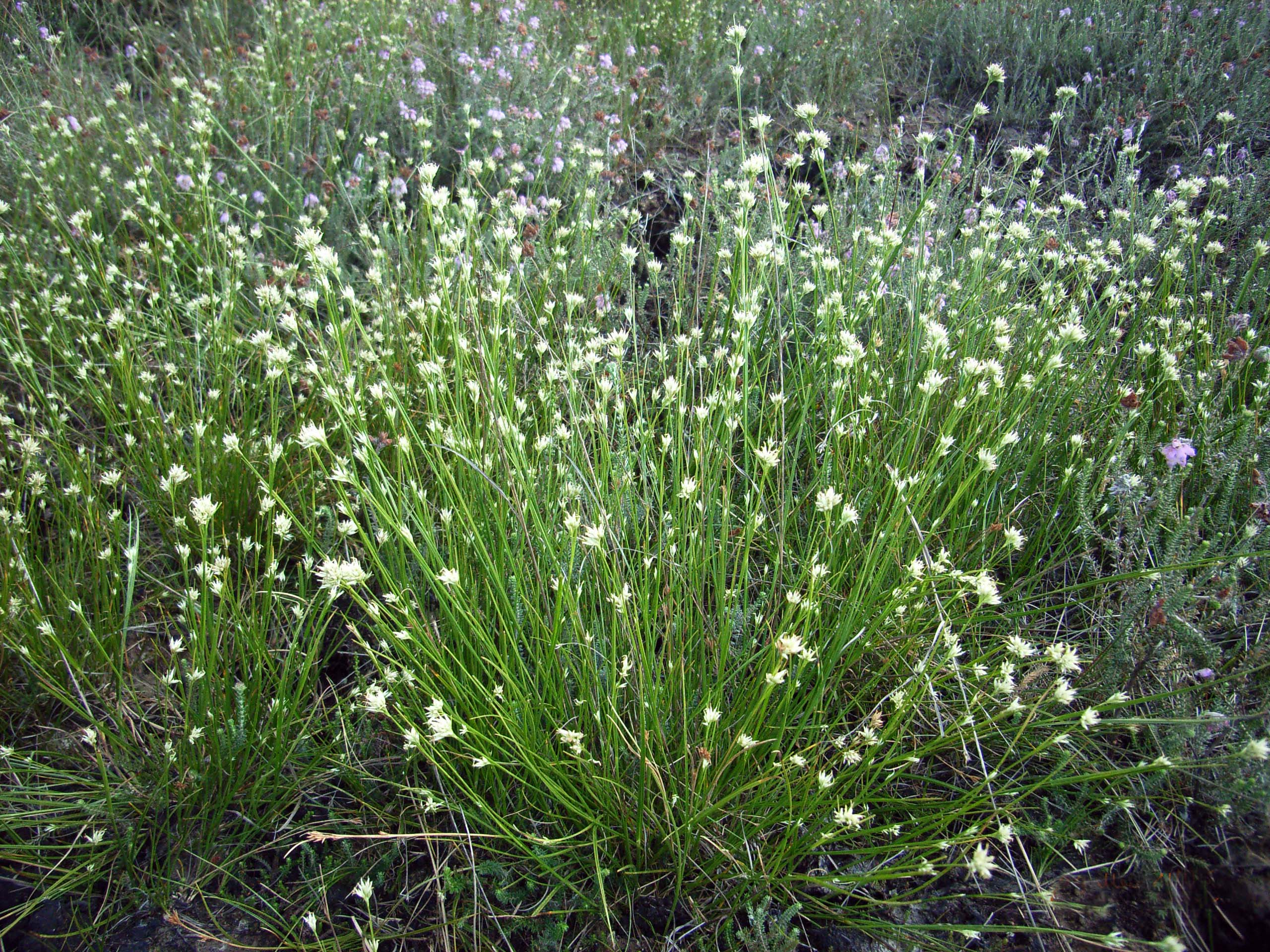
Habitus

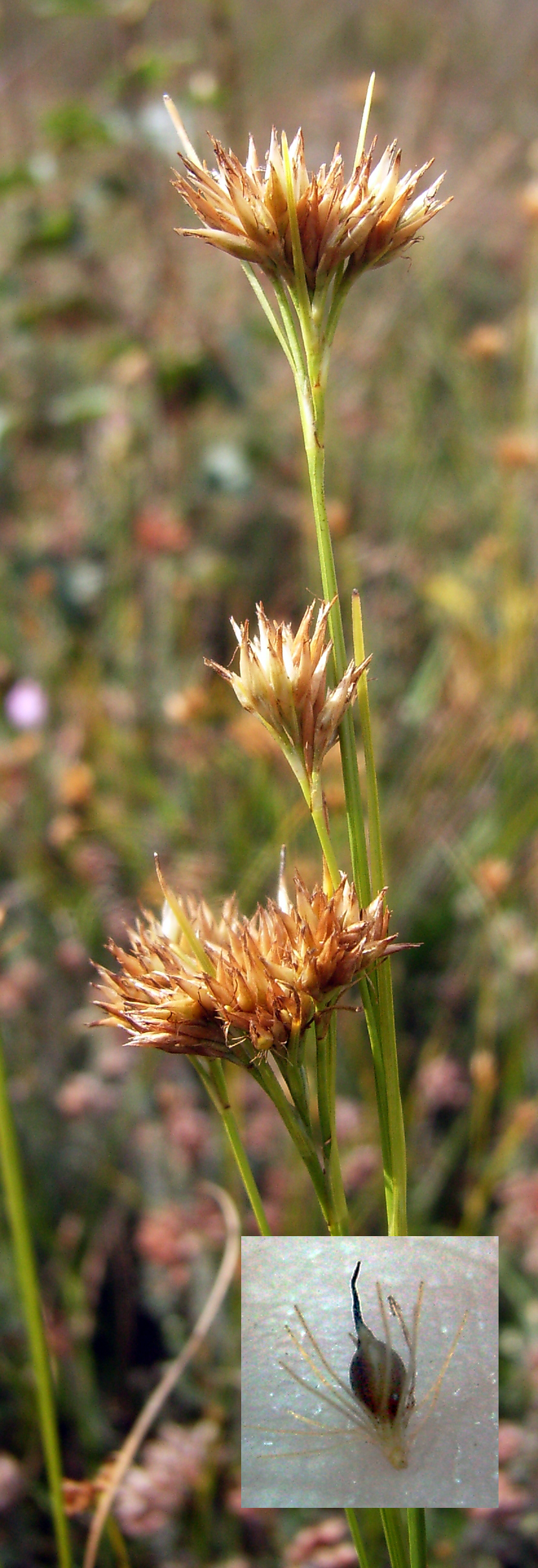
Fruchtstand und „geschnäbelte“ Frucht unten rechts

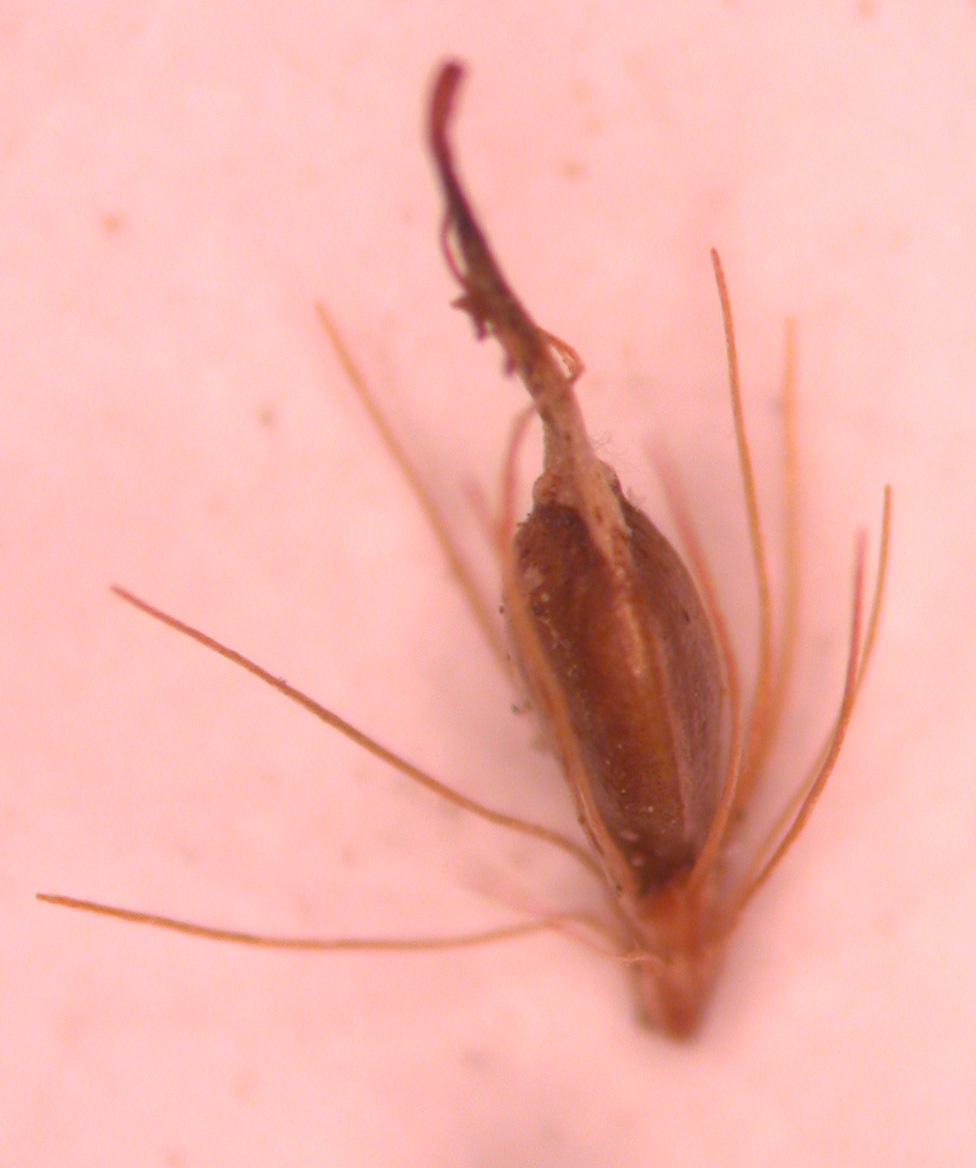
Frucht mit Blütenhülle

### Vegetative Merkmale
Das Weiße Schnabelried wächst als sommergrüne, ausdauernde krautige Pflanze und erreicht Wuchshöhen von 10 bis 40, selten bis zu 65 Zentimetern. Sie bildet lockere Rasen. Das Rhizom bildet keine oder nur kurze Ausläufer, aber 10 bis 20 Millimeter lange weißliche Winterzwiebeln. Die aufrechten Stängel sind beblättert, im Querschnitt dreikantig und im oberen Bereich rau. Die Blattscheiden sind gelb-braun; die untersten besitzen keine Blattspreiten. Die Blattspreiten sind flach-rinnig, bis zu 2 Millimeter breit sowie am Rand und an der Spitze etwas rau.

### Generative Merkmale
Die Blütezeit erstreckt sich von Juni bis August. Die Hüllblätter des Blütenstandes sind laubblattartig, etwa so lang oder etwas länger als dieser. Der Blütenstand besteht aus mehreren gestielten, kopfartig zusammengezogenen Spirren. Jede einzelne Spirre verfügt über zwei bis fünf kurz gestielte, anfangs weißliche, später gelbbraune bis fast rötliche Ährchen. Die Ährchen sind bei einer Länge von 4 bis 5 Millimetern eiförmig bis länglich mit spitzem und rundlichem Ende. Ein Ährchen enthält zwei bis drei zwittrige Blüten und am Grund zwei bis drei sterile Spelzen. Die anfangs weißen und später rötlichen Spelzen sind eiförmig-lanzettlich und stachelspitzig. Die hell-braunen 9 bis 13 Hüllfäden der Blütenhülle (Perianth) sind 9 bis 13 Millimeter lang und kürzer als die Frucht; am Grunde tragen sie lange Wimperhaare. Die Blüte verfügt über je zwei Staubblätter und zwei Narben.
Die hell-braune Nussfrucht ist bei einer Länge von 1,5 bis 2 Millimetern linsenförmig abgeflacht und weist zwei scharfe Ränder auf. Die verbleibende Griffelbasis bildet an der Frucht einen schnabelartigen Fortsatz, worauf der Name Bezug nimmt. Die gelb-braune Frucht ist 2,0 bis 2,5 Millimeter lang.
Die Chromosomenzahl beträgt 2n = 26 oder 42.

### Verwechslungsmöglichkeiten
Eine mögliche Verwechslung des Weißen Schnabelriedes besteht mit dem habituell sehr ähnlichen, aber deutlich selteneren Braunen Schnabelried (Rhynchospora fusca). Dieses bildet Ausläufer und die Spirren werden von meist ein bis zwei Hüllblättern weit überragt. Seine ungestielten (sitzenden) Ährchen sind dunkel- bis rotbraun.

## Ökologie
Beim Weißen Schnabelried handelt es sich um einen helomorphen Hemikryptophyten.
Die Bestäubung erfolgt durch den Wind (Anemophilie). Die Früchte werden über Klettausbreitung ausgebreitet.

## Vorkommen

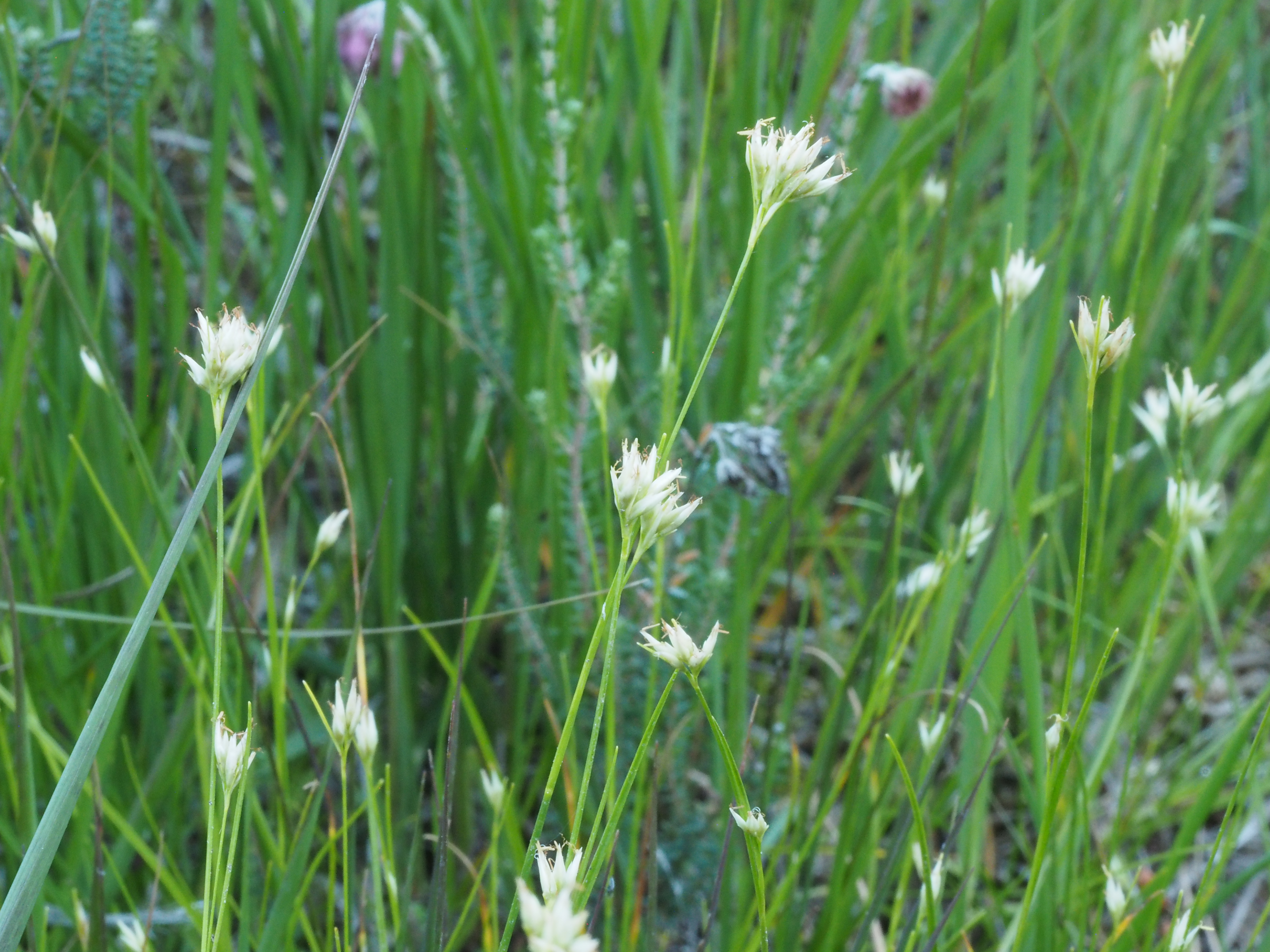
Blütenstände im Habitat

Rhynchospora alba ist auf der Nordhalbkugel in Eurasien und Nordamerika weitverbreitet. Sein Gesamtareal wird mit 10 Millionen bis 1,5 Milliarden km² angegeben. Das Weiße Schnabelried kommt in fast ganz Europa mit Ausnahme des äußersten Nordens und Südens vor. In Mitteleuropa kommt es im Tiefland, im Alpenvorland und in den Alpen zerstreut vor; sonst ist es in Mitteleuropa selten, es ist dort aber oft bestandsbildend.
Das Weiße Schnabelried gedeiht in Mitteleuropa am besten auf nassen, schlammigen und etwas sauren Untergrund, der nicht allzu basenarm sein sollte. Es meidet Stickstoffsalze. Es gedeiht nur in den nassesten Zonen von Hoch- und Zwischenmooren, es besiedelt aber auch sumpfige Stellen in Wäldern und den Verlandungsbereich von Seen. Es steigt in Mitteleuropa meist bis in Höhenlagen von etwa 1000 Metern. In den Allgäuer Alpen steigt es bis zu einer Höhenlage von 1300 Metern auf. In Graubünden erreicht es 1800 Meter und im Kanton Wallis bei Findeln sogar 2316 Meter.
Es wächst in Deutschland auf staunassen, oft nackten, kalk- und basenarmen Torfen und Torfschlamm in Sauer-Zwischenmooren und Regenmoor-Schlenken sowie moosreichen Schwingrasen, selten auch als Pionier auf sandigen, humosen Böden. Sein Arealanteil in Deutschland beträgt 10 % bis 30 %. In Deutschland ist das Weiße Schnabelried von jeher heimisch (indigen).
Die ökologische Zeigerwerte nach Ellenberg sind: Lichtzahl L8 = Halblicht- bis Volllichtpflanze, erträgt nur eine geringe Beschattung; Temperaturzahl T5 = Mäßigwärmezeiger; Kontinentalitätszahl K3 = See- bis gemäßigtes Seeklima zeigend; Feuchtezahl F9 = Nässezeiger; Feuchtewechsel = Überschwemmung zeigend; Reaktionszahl R3 = Säurezeiger; Stickstoffzahl N2 = ausgesprochene Stickstoffarmut bis Stickstoffarmut zeigend; Salzzahl S0 = nicht salzertragend; Schwermetallresistenz = nicht schwermetallresistent. Der ökologischer Schwerpunkt des Weißen Schnabelriedes liegt auf oft durchnässten luftarmen, stickstoffarmen und sauren Böden. Es überwintert mit Winterzwiebelchen, aus denen es im Frühjahr wieder austreibt.
Die ökologischen Zeigerwerte nach Landolt et al. 2010 sind in der Schweiz: Feuchtezahl F = 4+w+ (nass aber stark wechselnd), Lichtzahl L = 4 (hell), Reaktionszahl R = 2 (sauer), Temperaturzahl T = 3 (montan), Nährstoffzahl N = 1 (sehr nährstoffarm), Kontinentalitätszahl K = 2 (subozeanisch).
Das Weiße Schnabelried ist ein sogenannter Stressstratege, das heißt, es hat bei geringem Biomassezuwachs und geringer Konkurrenzkraft Anpassungen an extreme Standortbedingungen entwickelt, so dass es dort nicht von anderen Arten bedrängt wird. So besiedelt es nackte Torfflächen meist als Pionierpflanze.

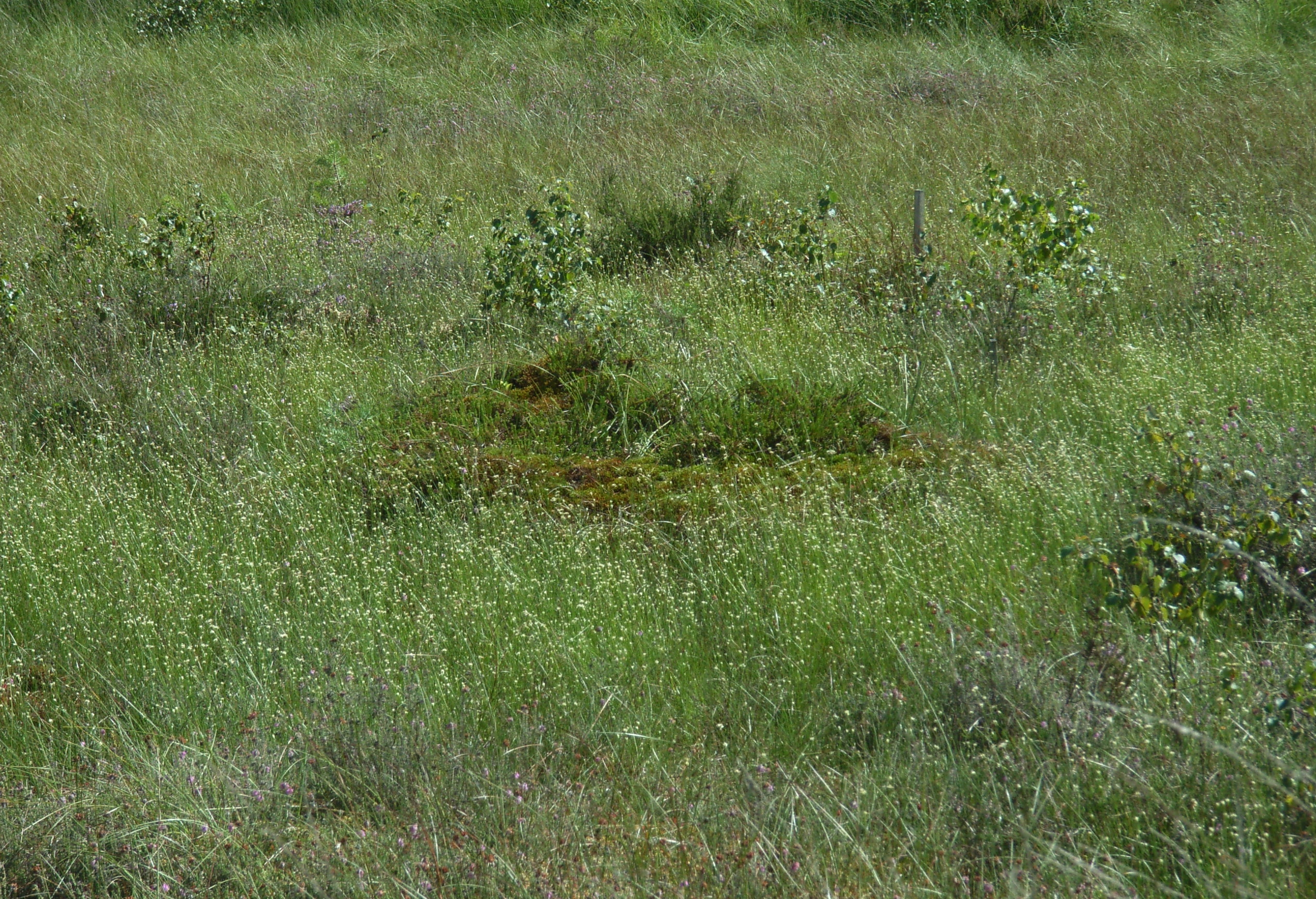
Bult-Schlenken-Komplex mit Weißem Schnabelried in tiefer gelegenen Bereichen eines regenerierenden Regenmoores

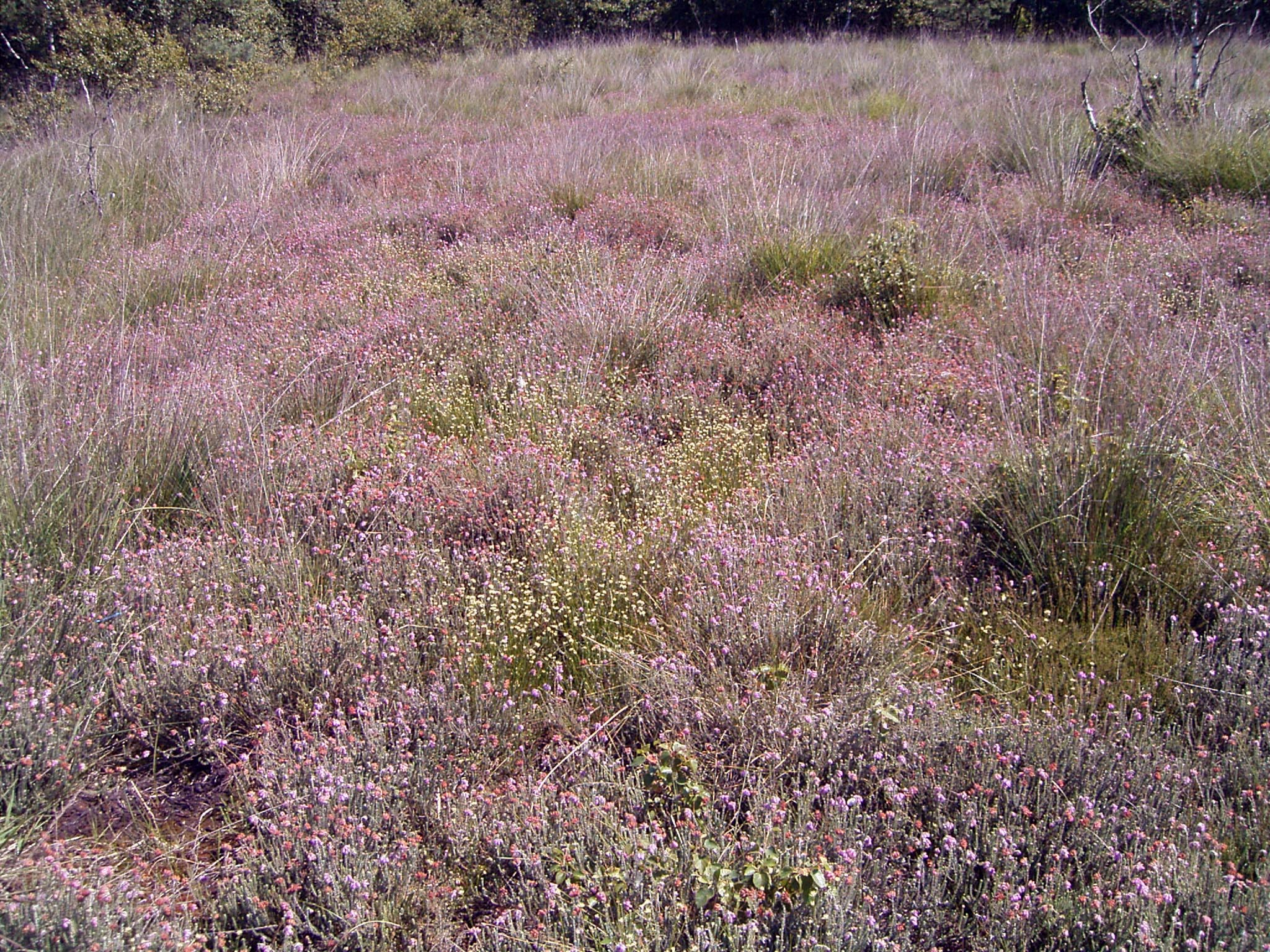
Weißes Schnabelried (Rhynchospora alba) in einer feuchten Moorheide in Nordwestdeutschland mit Glockenheide (Erica tetralix)

### Vergesellschaftung
Es ist eine kennzeichnende Art in nassen Vertiefungen (Schlenken) der Bult-Schlenken-Komplexe in Hochmoorzentren sowie von Schwingrasen verlandender Moorkolke. Auf den genannten Standorten bildet das Weiße Schnabelried oft artenarme Kleinseggenriede. Ihr Hauptvorkommen liegt in den Pflanzengesellschaften der Ordnung der Pioniergesellschaften von Moorschlenken (Scheuchzerietalia palustris).
Innerhalb des Verbandes des Rhynchosporion albae bildet Rhynchospora alba die Kennart der Assoziation des Rhynchosporetum albae. Die konkurrenzschwachen und wenig produktiven Bestände sind oft schütter und sehr kleinflächig ausgebildet. Sie setzen sich zusammen aus Mittlerem Sonnentau (Drosera intermedia), Sumpfbärlapp (Lycopodiella inundata) und Schmalblättrigem Wollgras (Eriophorum angustifolium). Diese Pflanzengesellschaften formen meist in Schlenken der zentralen Regenmoorflächen Mitteleuropas kleinflächig strukturierte Mosaike mit den zwergstrauchreichen Hochmoor-Torfmoosgesellschaften der Klasse Oxycocco-Sphagnetea auf trockeneren Bulten (Bult-Schlenken-Komplex) aus.
Das Hauptvorkommen des Rhynchospora alba liegt in Sauer-Zwischenmooren im selten gewordenen Fadenseggen-Übergangsmoor (Caricetum lasiocarpae). Diese Pflanzengesellschaft kommt oft in engem Kontakt mit Hochmooren vor und bildet an Moorgewässern wie Moorkolken sowie Heideweihern Schwingrasen aus. Rhynchospora alba tritt in Moorheiden der Ordnung der Glockenheide-Moore (Sphagno-Ericetalia) oft zusammen mit der Deutschen Rasenbinse (Trichophorum cespitosum subsp. germanicum) auf.

## Gefährdung und Schutz
Das Weiße Schnabelried gilt europaweit nicht als gefährdet und ist weltweit nicht gesondert gesetzlich geschützt. In Deutschland gilt es in Kategorie 3 als „gefährdet“. Es gilt in allen deutschen Bundesländern als gefährdet bis stark gefährdet. In Sachsen-Anhalt, im Saarland, in Hessen und in Berlin gilt es als vom Aussterben bedroht. In Deutschland wird ihre Bestandsentwicklung ob des Rückganges ihrer natürlichen Standorte als rückläufig angesehen. Die ist als eine nationale Verantwortungsart innerhalb der Nationalen Strategie zur biologischen Vielfalt der Bundesregierung eingestuft.
In der Schweiz gilt das Weiße Schnabelried als NT = „Near Threatened“ = „potenziell gefährdet“. In einigen Kantonen gilt es als EN = „Endangered“ = „stark gefährdet“ bis CR = „Critically Endangered“ = „vom Aussterben bedroht“.
Die Gefährdungsursachen liegen in der Kultivierung der Hochmoore und Moorheiden, Abtorfung und Eutrophierung sowie Entwässerungen von Mooren und feuchten Heideflächen.

## Taxonomie
Die Erstveröffentlichung erfolgte 1753 unter dem Namen (Basionym) Schoenus albus durch Carl von Linné in Species Plantarum, Tomus I, Seite 44. Die Neukombination zu Rhynchospora alba (L.) Vahl wurde 1805 durch Martin Vahl in Enumeratio Plantarum vel ab aliis, vel ab ipso observatarum, cum earum differentiis specificis, synonymis selectis et descriptionibus succinctis / Martini Vahlii, Band 2, S. 236 veröffentlicht. Weitere Synonyme für Rhynchospora alba (L.) Vahl sind: Dichromena alba (L.) J.F.Macbr., Phaeocephalum album (L.) House, Scirpus albus (L.) Salisb., Triodon albus (L.) Farw., Rhynchospora alba var. kiusiana Makino, Rhynchospora luquillensis Britton.